# Joseph Kaufman

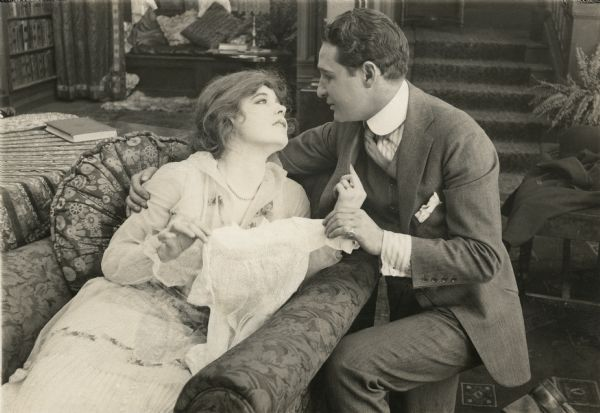
Ethel Clayton y Joseph Kaufman en "A Woman Went Forth" (1915)

Joseph Kaufman (1882 – 1 de febrero de 1918) fue un actor y director cinematográfico de nacionalidad estadounidense, activo en la época del cine mudo

## Biografía
Nacido en Washington D. C., estuvo casado con la estrella del cine mudo Ethel Clayton. Kaufman se inició como actor teatral, actuando en el circuito de Broadway en 1903 junto a Maude Adams en The Pretty Sister of Jose. Más adelante pasó a trabajar como actor y director cinematográfico, participando en el rodaje de numerosos cortos. Con el paso del tiempo dirigió también películas de largo metraje, teniendo la oportunidad de dirigir, además de a su propia esposa, a intérpretes de la talla de Pauline Frederick, Marguerite Clark, y Billie Burke. Su último film, The Song of Songs (1918), fue protagonizado por Elsie Ferguson.
Durante su trayectoria como actor tuvo una anécdota con el actor Earl Metcalfe: ambos interpretaban una escena de lucha, y como resultado de la misma Kaufman resultó con tres dientes rotos.
Joseph Kaufman falleció en Nueva York como consecuencia de la pandemia de gripe de 1918. Tras su muerte en el mes de febrero, sus padres fallecieron también, su madre el 9 de abril de 1918, y su padre el día 18 del mismo mes.

## Teatro
- The Pretty Sister of Jose, de Frances Hodgson Burnett (Broadway, 10 de noviembre de 1903)
- Mistakes Will Happen (Broadway, 14 de mayo de 1906)

## Filmografía

### Director
- The Furnace Man (1915)
- His Soul Mate (1915)
- The Millinery Man (1915)
- A Woman Went Forth (1915)
- Mazie Puts One Over (1915)
- Here Comes the Bride (1915)
- The Blessed Miracle (1915)
- Monkey Business (1915)
- Capturing the Cook (1915)
- Just Look at Jake (1915)
- In the Dark (1915)
- The Darkness Before Dawn (1915)
- Money! Money! Money! (1915)
- When the Light Came In (1915)
- A Day of Havoc (1915)
- The Deception (1915)
- It Was to Be (1915)
- The Mirror (1915)
- In Spite of Him (1915)
- The Silent Accuser (1915)
- Think Mothers (1915)
- When Youth Is Ambitious (1915)
- The Orgy (1915)
- Heartaches (1915)
- Sorrows of Happiness (1916)
- Ophelia (1916)
- Dollars and the Woman (1916)
- The World's Great Snare (1916)
- Ashes of Embers, codirigida con Edward José (1916)
- Nanette of the Wilds (1916)
- The Traveling Salesman (1916)
- Broadway Jones (1917)
- The Amazons
- Arms and the Girl (1917)
- The Land of Promise (1917)
- Shirley Kaye (1917)
- The Song of Songs (1918)

### Ayudante de dirección
- Great Expectations, de Robert G. Vignola y Paul West (1917)

### Actor
- Cocaine Traffic; Or, The Drug Terror (1914)
- In the Northland, de John Ince (1914)
- Madam Coquette (1914)
- The Greater Treasure (1914)
- The Wolf
- A Daughter of Eve, de Barry O'Neil (1914)
- The Attorney's Decision (1914)
- The House Next Door, de Barry O'Neil (1914)
- The Fortune Hunter
- Feel My Muscle (1915)
- Her Weakling Brother, de John Ince (1915)
- The Furnace Man, de Joseph Kaufman (1915)
- His Soul Mate, de Joseph Kaufman (1915)
- The Little Detective (1915)
- It All Depends, de Barry O'Neil (1915)
- The Millinery Man, de Joseph Kaufman (1915)
- A Woman Went Forth, de Joseph Kaufman (1915)
- Mazie Puts One Over, de Joseph Kaufman (1915)
- Here Comes the Bride, de Joseph Kaufman (1915)
- The Blessed Miracle, de Joseph Kaufman (1915)
- Monkey Business, de Joseph Kaufman (1915)
- Capturing the Cook, de Joseph Kaufman (1915)
- The Stroke of Fate, de Joseph W. Smiley (1915)
- Just Look at Jake, de Joseph Kaufman (1915)
- The College Widow, de Barry O'Neil (1915)
- In the Dark, de Joseph Kaufman (1915)
- The Sporting Duchess, de Barry O'Neil (1915)
- The Darkness Before Dawn, de Joseph Kaufman (1915)
- Money! Money! Money!, de Joseph Kaufman (1915)
- When the Light Came In, de Joseph Kaufman (1915)
- A Day of Havoc, de Joseph Kaufman (1915)
- The Deception, de Joseph Kaufman (1915)